# Moonfall (film)
Moonfall è un film del 2022 co-scritto e diretto da Roland Emmerich.

## Trama
2011. L'astronauta Brian Harper è in missione sullo space shuttle per riparare un satellite, quando viene improvvisamente attaccato da uno strano sciame oscuro che provoca la morte dell'altro astronauta in missione con lui, Marcus. Harper tuttavia riesce a trarre in salvo se stesso e la collega Jocinda Fowler. Benché egli venga inizialmente considerato un eroe, l'incidente viene celato dalla NASA come un errore umano ed egli viene espulso dal programma spaziale.
Dieci anni dopo, il cospirazionista K.C. Houseman crede che la Luna sia una megastruttura artificiale e scopre che si sta avvicinando alla Terra, ma non viene creduto da nessuno, nemmeno da Harper quando gli mostra le sue ricerche. La NASA stessa però nota l'anomalia e manda degli astronauti per indagare, i quali inviano una sonda in un enorme e profondo buco artificiale sulla Luna prima di essere uccisi dallo stesso sciame che attaccò lo shuttle di Harper e Fowler anni prima.
Man mano che la Luna si avvicina alla Terra, causa disastri naturali e tsunami apocalittici per via della gravità manomessa, mettendo in pericolo la famiglia di Harper. Fowler scopre che la missione dell'Apollo 11 aveva notato delle anomalie sulla superficie lunare e l'interruzione di due minuti delle trasmissioni durante la missione era causata dalla Luna stessa, suggerendo che il suo interno fosse vuoto. Fowler, ora diventata direttrice della NASA, ordina il ripristino del programma "ZX7" per distruggere lo sciame e porta fuori lo shuttle Endeavour dal California Science Center per usarlo nella missione. Harper, Houseman e Fowler riescono a partire in tempo evitando uno tsunami.
Giunti all'interno della Luna, gli eroi scoprono che si tratta di una specie di Sfera di Dyson in cui lo sciame sta assorbendo l'energia generata da una nana bianca al centro della Luna, provocando la destabilizzazione dell'orbita della megastruttura. Harper scopre che la Luna (assieme ad altre analoghe inviate in vari punti dell'Universo) fu costruita miliardi di anni fa in un'altra parte della Galassia da dei precursori dell'umanità tecnologicamente avanzatissimi, allo scopo di servire come un'arca per ripopolare il genere umano, che era minacciato da un'intelligenza artificiale ostile divenuta troppo forte. Gli antenati dell'umanità, viaggiando nella Luna-arca, scelsero così il sistema solare, uno dei pochi punti dell'universo che potevano sostenere la vita e avevano inviato del DNA su un pianeta allora in formazione, la Terra, attorno alla quale la Luna-arca si era messa definitivamente in orbita concludendo il suo viaggio. Lo sciame presente sulla Luna fa parte dell'intelligenza artificiale ostile (che aveva mandato esemplari nello spazio alla ricerca delle lune-arca e arrivata sulla nostra Luna 12 anni prima) e risponde all'attività elettronica in presenza di vita organica. Nel frattempo il Presidente degli Stati Uniti d'America ordina un attacco nucleare verso la Luna (col rischio di causare un pesante fall-out radioattivo anche sulla Terra), ma l'ex-marito di Fowler si sacrifica impedendo il lancio mentre il loro figlio Jimmy viene tratto in salvo dai familiari di Harper, che cercano di sopravvivere ai disastri recandosi ad Aspen.
Houseman usa il modulo lunare per attirare lo sciame lontano dallo shuttle prima di sacrificarsi innescando il dispositivo che distrugge l'entità, permettendo a Fowler e ad Harper di scappare. Con l'alimentazione ripristinata, la Luna inizia a tornare alla sua orbita regolare, ponendo fine ai disastri sulla Terra. Il sistema operativo della Luna, un'intelligenza artificiale questa volta benigna creata dai precursori, rivela di aver memorizzato una copia della coscienza di Houseman e insieme si mettono al lavoro per riparare le cose mentre Fowler e Harper tornano sulla Terra per riunirsi alle proprie famiglie.

## Promozione
Il primo trailer del film è stato diffuso il 2 settembre 2021.

## Distribuzione

### Data di uscita
Il film è stato distribuito nelle sale cinematografiche statunitensi dal 3 febbraio 2022 ed in quelle italiane dal 17 marzo.
Altre date di uscita internazionali nel corso del 2022 sono state:
- 2 febbraio in Indonesia
- 3 febbraio in Argentina, Austria, Australia, Brasile (Moonfall: Ameaça Lunar), Emirati Arabi Uniti, Georgia, Hong Kong (月球隕落), Israele (Ha'Sfira Le'akhor), Kuwait, Kazakistan, Libano, Malaysia, Messico (Moonfall: Impacto Lunar), Nuova Zelanda, Perù, Portogallo (Moonfall - Rota de Colisão), Qatar, Repubblica Ceca, Russia (Падение Луны), Singapore, Slovacchia, Spagna, Thailandia, Ucraina (Падіння Місяця), Ungheria e Uruguay
- 4 febbraio in Bangladesh, Bulgaria, Cambogia, Estonia, Irlanda, Islanda, Lettonia (Moonfall: Mēness krišana), Lituania (Moonfall: Mėnulio kritimas), Polonia, Regno Unito, Svezia, Taiwan (月球隕落) e Turchia
- 9 febbraio in Francia e Laos
- 10 febbraio in Germania
- 11 febbraio in India
- 13 febbraio in Botswana
- 17 febbraio in Danimarca
- 18 febbraio in Norvegia e Sri Lanka
- 26 febbraio in Albania
- 16 marzo in Corea del Sud (문폴)
- 18 marzo in Finlandia
- 24 marzo nei Paesi Bassi
- 25 marzo in Cina (月球陨落)
- 1º aprile in Canada
- 25 aprile nelle Filippine

### Divieti
Negli Stati Uniti d'America la MPAA ha classificato il film come parents strongly cautioned (PG-13) per scene contenenti violenza, catastrofi, linguaggio forte e uso di droghe.
In Italia il film è stato classificato dalla direzione generale Cinema e audiovisivo come non adatto ai minori di 6 anni (6+) per scene contenenti violenza non cruenta, l'uso di armi e presenza di linguaggio blasfemo/volgare che caratterizza il personaggio.

## Accoglienza

### Incassi
Il film ha incassato un totale mondiale di 67345119 $.

### Critica
Sull'aggregatore di recensioni Rotten Tomatoes il film riceve il 36% delle recensioni professionali positive con un voto medio di 4,4 su 10 basato su 209 recensioni, mentre su Metacritic ha un punteggio di 41 su 100 basato su 45 recensioni.